# Waubeka
Waubeka – jednostka osadnicza w Stanach Zjednoczonych, w stanie Wisconsin, w hrabstwie Oneida.